# Fedorov (cràter)
Fedorov és un petit cràter de la Lluna situat a la Mare Imbrium occidental, a l'est-nord-est del cràter Diophantus, i a sud-est de Delisle. A uns 20 quilòmetres a sud-sud-est apareix la formació una mica més gran Artsimovich.

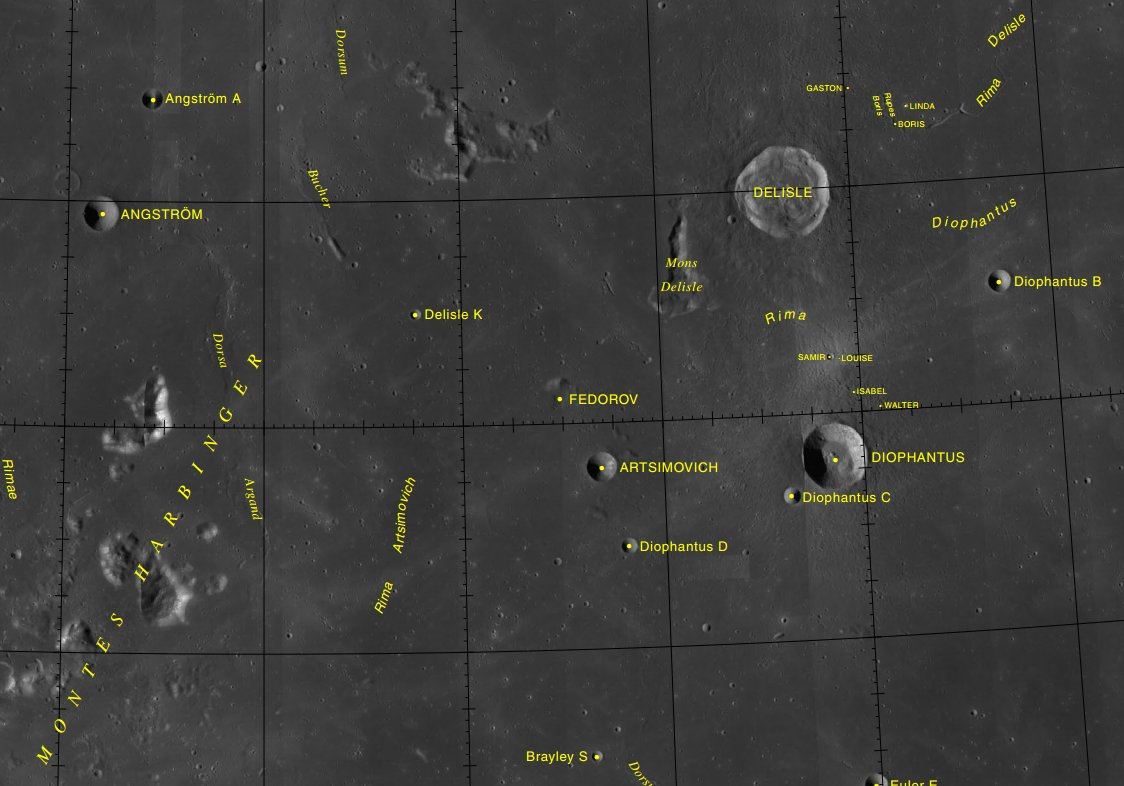
Localització de Fedorov (centre de la imatge)
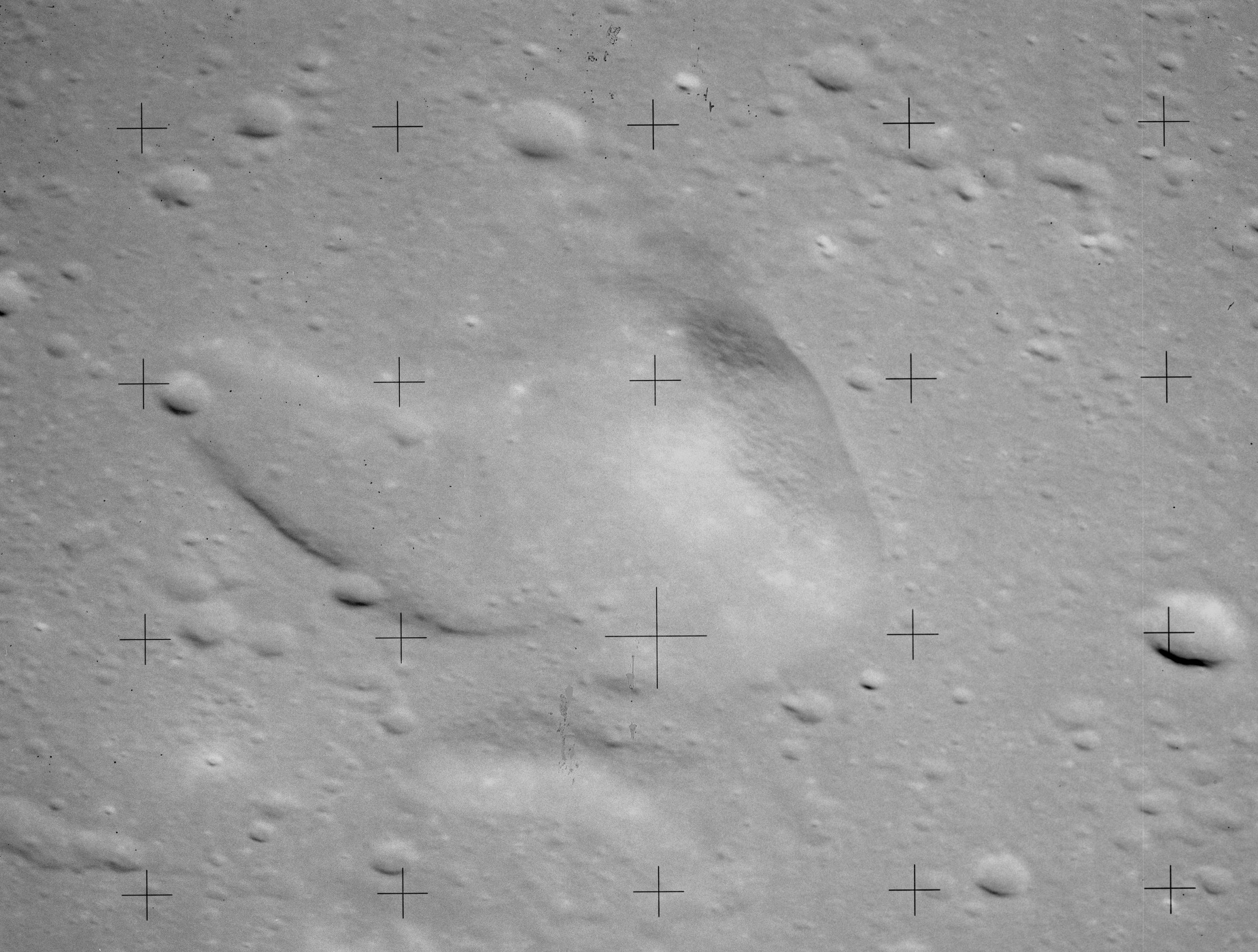
Vista obliqua des de l'Apollo 15

Es tracta d'una esquerda lleugerament allargada i de forma irregular, amb una cresta al costat nord. Aquesta cresta és gairebé tan gran com el contorn de la base del cràter Fedorov, i s'eleva aproximadament 0,8 km per sobre de la mar lunar circumdant.